# میرزا محمود فدایی مازندرانی
میرزا محمود فدایی مازندرانی یا کلک مازندرانی (زادهٔ ۱۲۰۰ ه‍.ق برابر ۱۱۶۴ ه‍.ش در شهرستان ساری، بخش دودانگه، روستای تلاوک- درگذشتهٔ ۱۲۸۰ ه‍.ق برابر ۱۲۴۲ ه‍.ش) شاعر مرثیه‌سرای پارسی‌گوی سدهٔ ۱۳ قمری و هم‌دورهٔ فتحعلی‌شاه و محمدشاه قاجار است. او بیش از ۸۰۰ بیت دربارهٔ عاشورا سروده است. مقتل منظوم فدایی به عنوان یکی از مدخل‌های دانشنامهٔ جهان اسلام ثبت شده است.

## زندگی‌نامه
محمود در سال ۱۲۰۰ ه‍.ق در تلاوک از منطقهٔ دودانگه ساری در خانواده‌ای کشاورز و روستایی از پدری به نام گل‌علی و مادری به نام نجمه‌خاتون متولد شد.وی اوائل عمرش را به آموختن علوم قرآنی و درس و بحث مکتبی در زادگاهش گذراند. پس از چندسال، برای تحصیل در علوم مذهبی
به‌ترتیب به ساری، قم، و سپس کربلا و نجف رفت.
وی بعدها در روستای زادگاهش و روستاهای اطراف به روضه‌خوانی و نشر و گسترش فرهنگ عاشورا می‌پرداخت. هم‌زمان، در مکتب‌خانه‌های محلی تدریس می‌کرد و خود نیز به ثبت و تنظیم تعزیه‌نامه‌ها و به نظم درآوردن مقتل و مرثیه‌ها روی آورد. 

## مرگ
تاریخ دقیق در گذشت فدایی روشن نیست. محمد طاهری (شهاب) در مجلهٔ ارمغان می‌نویسد: در حاشیهٔ یکی از صفحات کتاب چهار نظام، به خط شخص دیگری تاریخ فوت فدایی را به سال ۱۲۸۲ ه‍.ق نوشته‌اند.

## مقتل منظوم فدایی (آقاخانی)
فدایی که خود را پیرو محتشم کاشانی و صباحی بیدگلی می‌داند سرایندهٔ نخستین مقتل منظوم در ادب پارسی‌ست. این مقتل ۳۷۱۸ بیتی طولانی‌ترین ترکیب‌بند فارسی شمرده می‌شود که دارای چهار «نظام» یا بخش است از همین روی برخی آنرا «چهارنظام فدایی» نامیده‌اند. با اینکه فدایی سرایندهٔ بیشترین تعداد ترکیب‌بند در تاریخ ادبیات فارسی‌ست اما سروده‌هایی در دیگر قالب‌های شعری نیز داشته است. از جمله قصیدهٔ ۳۱۴ بیتی‌ای با ردیف تشنه، یا قصیدهٔ «روبهان اُرُس» در توصیف جنگ روس‌ها علیه ایران.
سروده‌های فدایی به هنگام محرم و به یاد واقعه کربلا در مساجد و تکیه‌های مازندران خوانده می‌شود؛ هر چند که معمولاً مردم آن را بیشتر به یاد «مقتل» می‌شناسند و نه خود فدایی.

### نظام اول
نظام نخست هفتاد و دو بند که ۱۷۴۰ بیت دارد. در آغاز نظام اول، از مصیبت پیامبران و دوازده امام سخن می‌گوید. سپس از مصیبت‌های پیامبر و علی ابن ابیطالب و حسن بن علی و چگونگی کشته‌شدن آنها صحبت می‌کند. سپس با بیان حیرت و شگفتی، آرام‌آرام وارد فضای کربلا و شرح واقعه آن می‌پردازد. ابتدا از خجستگی تولد حسین بن علی می‌گوید و بعد از شگفتی کشته‌شدنش می‌گوید. از بی‌وفایی کوفیان گله می‌کند و درپی آن مسیر حرکت حسین بن علی و کاروانیان از مدینه به کوفه و کربلا را ترسیم می‌کند و پس از ورود به کربلا رویارویی افراد و وقایع محرم را بازشماری می‌کند و از بند بیستم به بعد با سوز و گداز صحنه‌های تاسوعا و عاشورا و نبردهای آن را به تصویر می‌کشد. از بند چهلم به بعد هم به تنهایی و بی‌یاوری و حسین بن علی و صحنه رویارویی وی با دشمنان و کشته‌شدنش را به تصویر می‌کشد. سپس (از بند پنجاه به بعد) سوزوگدازها و مرثیه‌های فدایی اوج می‌گیرد.

### نظام دوم
نظام دوم ۴۳ بند دارد که شامل ۱۳۰۱ بیت است. از بند هفدهم تا بیست‌ودوم این بند، گویی فدایی به چهاردهمین صباحی بیدگلی توجه داشته و بندهای ششم تا دهم ترکیب‌بند وی را پاسخ داده است؛ چون قافیه و ردیف آن بندها نیز عیناً به‌کار گرفته شده است.

### نظام سوم
نظام سوم دارای ۳۲ بند که شامل ۵۲۳ بیت است می‌باشد. آغاز این نظام به پیروی از آغازینهٔ ترکیب‌بند محتشم کاشانی با بیان شگفتی و پرسش از هلال قد خمیده و چرخ کبود سامان یافته است. در ادامه به مرثیه روی می‌آورد و محنت را نشان محبت می‌داند و از موضوع‌های متنوع و پراکنده در بندها یاد ی
می‌کند. در بندهای ۲۸ و ۲۹ شب‌زنده‌داری‌ها و سوگواری‌های شبانه خود، و ماجرای خوانده‌شدن به تخلص 《فدایی》تعریف می‌کند.

## برای مطالعهٔ بیشتر
- کلیات سوگ نامه عاشورایی فدایی، با تحقیق و تصحیح دکتر فریدون اکبری شلدره، انتشارات فرتاب، تهران، چاپ سوم، ۱۳۹۴.
- سید محمد طاهری (شهاب) - «مجلهٔ ارمغان» دورهٔ سی‌ام، تیر و مرداد ۱۳۴۰ - شماره ۴ و ۵ - (از ۲۰۴ تا ۲۰۸)
- فدایی مازندرانی، شناخت‌نامه مازندران، فریدون اکبری شلدره.